# Галия Виенензе
Провинция Виенензис , на латински: Viennensis, Gallia Viennense, е римска провинция през Kъсната античност. Провинциална столица е Виена, римски град, който не трябва да се бърка с днешната столица на Австрия - Виена.
Провинцията е създадена през IV век по време на Тетрархията, след като Нарбонска Галия е разделена на Виенензис и Нарбонензис I и II, а всички тези подразделения се подчинени на префектура претория Галия. Във Виенензис се включват териториите, обитавани преди това от племената алоброги, сеговелони, хелвети, трикастини, воконти и кавари. Покорени на Рим, тези племена постепенно са латинизирани. Виена става град с голямо реноме и културно влияние, като само Аугуста Треверорум се счита за по-значим град в Галия.
През V век сравнителният просперитет на провинцията привлича бургундите, които се заселват в тази област, след като тяхната столица Вормс е разрушена през 435 г. от Флавий Аеций и хуните. Също така през V век Виенензис е подразделена на Виенензис I, Виенензис II и Арелат.
- Архитектурно наследство в град Виен
- Храмът на Август и Ливия
- Амфитеатър
- Триумфална арка с обелиск на античния хиподрум